# Landesarchiv Nordrhein-Westfalen Abteilung Ostwestfalen-Lippe

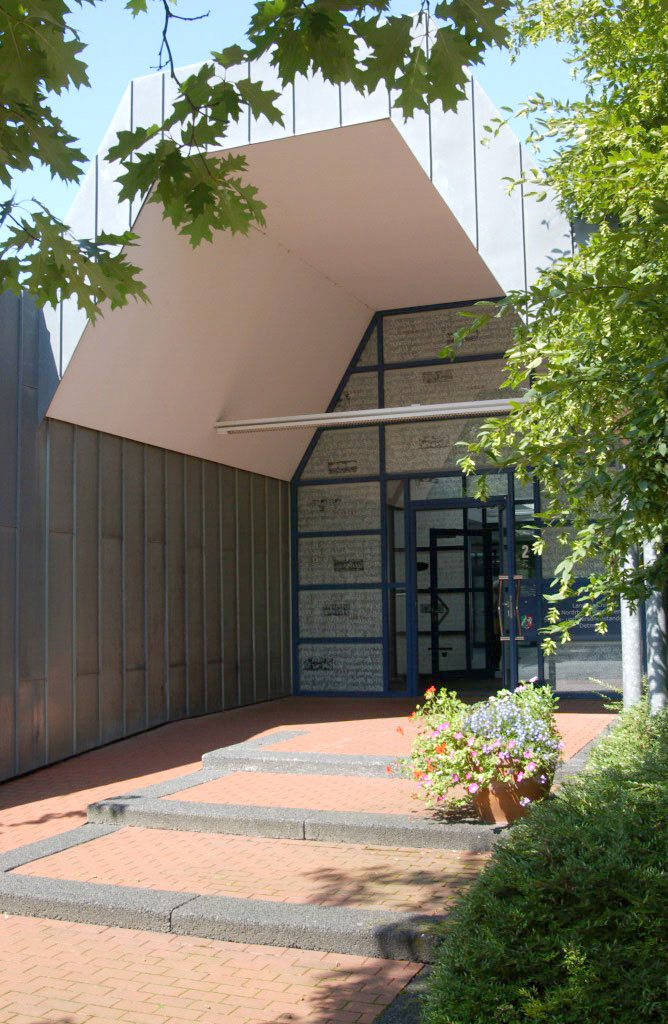
Landesarchiv NRW Abteilung Ostwestfalen-Lippe

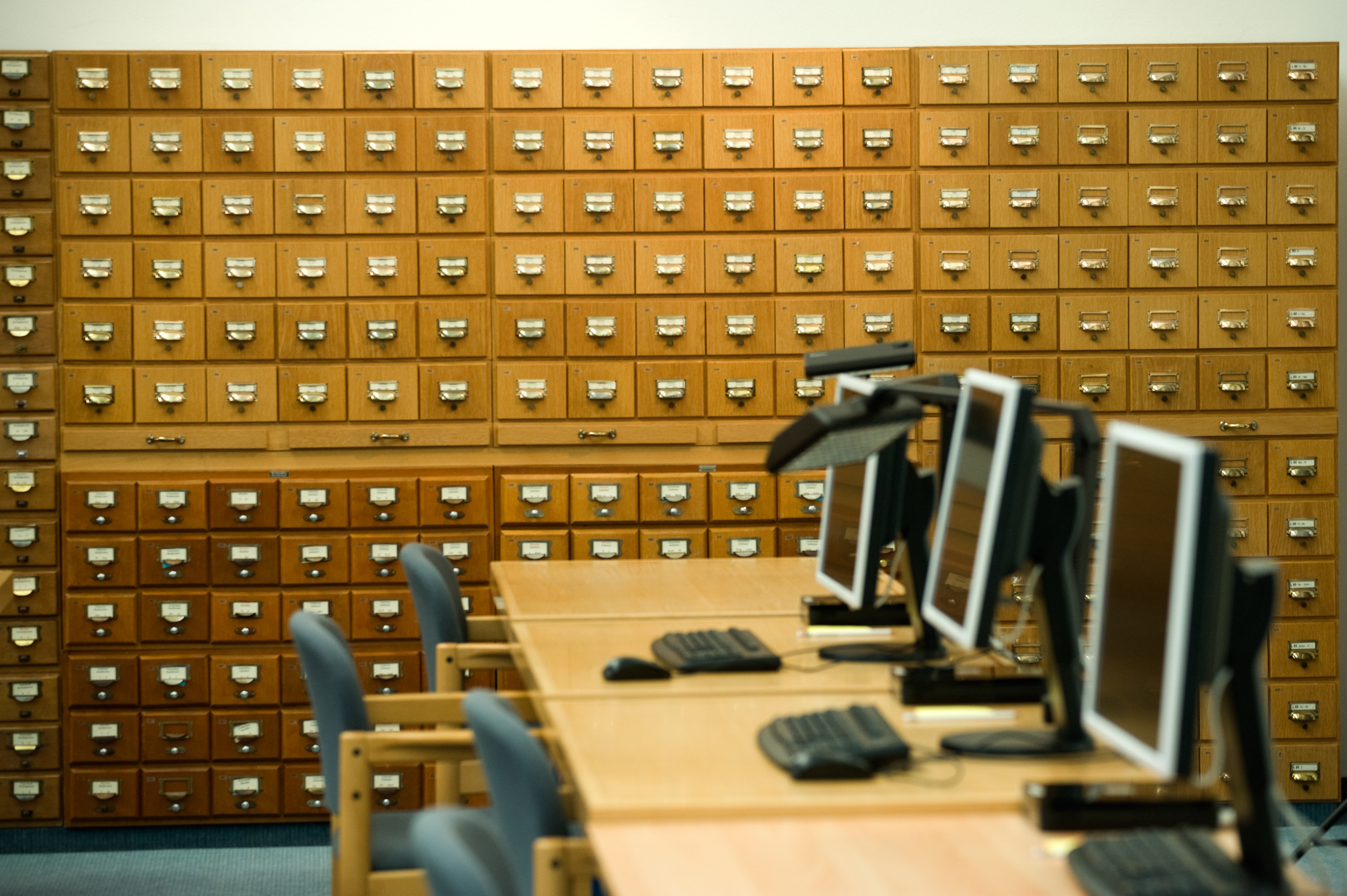
Lesesaal des Landesarchives NRW Abt. OWL in Detmold, 2010

Das Landesarchiv Nordrhein-Westfalen, Abteilung Ostwestfalen-Lippe ist die in Detmold angesiedelte Abteilung des Landesarchivs Nordrhein-Westfalen. Für die historische Forschung in der Region Ostwestfalen-Lippe und die Genealogie in ganz Westfalen ist es eine zentrale Anlaufstelle.  

## Geschichte und Zuständigkeit
Die Wurzeln der Abteilung Ostwestfalen-Lippe liegen im ehemaligen Lippischen Landesarchiv, das seit dem Mittelalter existierte. Im Jahr 1947 wurde das bis dahin selbständige Land Lippe in das Bundesland Nordrhein-Westfalen eingegliedert. Damit verbunden war die Bildung des Regierungsbezirks Detmold, der aus dem Zusammenschluss Lippes mit dem ehemaligen preußischen Regierungsbezirk Minden resultierte. Zunächst war das Archiv für die neue Regierung zuständig, doch seine Kompetenzen wurden 1955 auf alle Landesbehörden im Regierungsbezirk ausgedehnt. 1957 wurde es – neben Düsseldorf und Münster – drittes Staatsarchiv in Nordrhein-Westfalen.
Das Staatsarchiv konnte 1963 in einen neu errichteten Zweckbau umziehen und die Archivbestände sachgerecht lagern. In das Haus übernommen wurden die bis dahin im Staatsarchiv Münster lagernden Akten staatlicher Behörden aus dem ehemaligen Regierungsbezirk Minden ab 1816. Aus dem Detmolder Haus wurde 1964 ein Doppelarchiv. Durch Angliederung des neu eingerichteten Personenstandsarchivs Westfalen-Lippe erhielt das Staatsarchiv eine bedeutsame Erweiterung. Seither ist Detmold ein gefragter Anlaufpunkt für Familienforscher. 
Im Jahr 1990 wurde das Archiv ausgebaut: Foto- und Restaurierungswerkstatt fanden ein neues Domizil, das neue  Foyer dient seitdem häufigen Wechselausstellungen, und der Servicebereich wurde erweitert. Am 1. Januar 2004 wurde das Staats- und Personenstandsarchiv als Abteilung 6 in das neue Landesarchiv Nordrhein-Westfalen eingegliedert. 2008 erfolgte die Umbenennung in den heute gültigen Namen.

## Aufgaben
Die Mitarbeiter des Landesarchivs Nordrhein-Westfalen
- beraten staatliche Behörden, Gerichte und Einrichtungen in NRW bei der Verwaltung und Sicherung ihrer Unterlagen,
- entscheiden, was aus der großen Menge der dort anfallenden Unterlagen als Archivgut dauerhaft erhalten bleibt, und übernehmen diese Unterlagen ins Archiv,
- sammeln Unterlagen nichtstaatlicher Einrichtungen, z. B. von Parteien, Verbänden und Privatpersonen zur Ergänzung der staatlichen Überlieferung,
- erschließen die übernommenen Unterlagen, um komfortable und inhaltlich aussagekräftige Zugangsmöglichkeiten zum Archivgut zu schaffen,
- restaurieren geschädigte Archivalien und behandeln sie konservatorisch,
- lagern das Archivgut in den Magazinen der Abteilungen des Landesarchivs unter geeigneten klimatischen Bedingungen, damit es unbeschadet die nächsten Jahrhunderte überdauern kann,
- stellen die Archivalien zur Benutzung bereit und beraten bei Recherchen,
- machen die im Archiv verwahrten Bestände mit Publikationen, Archivführungen und Ausstellungen einer breiten Öffentlichkeit bekannt.

Die Abteilung Ostwestfalen-Lippe ist dabei für den Regierungsbezirk Detmold zuständig.

## Die Bestände
In den Magazinen der Abteilung Ostwestfalen-Lippe Detmold sind über 30 Regalkilometer mit Archivgut belegt. Die Bestände teilen sich auf in:
- ca. 12.000 Urkunden
- ca. 20 km Akten
- ca. 5 km Grundbücher und -akten
- ca. 90.000 Karten
- ca. 36.000 Fotos
- ca. 400 (Video-)filme und
- ca. 12.000 Plakate
- ca. 7.000 Kirchenbuchduplikate und Zivilstandsregister sowie 139.000 standesamtliche Nebenregister

Zeitlich umfassen die Bestände 800 Jahre ostwestfälisch-lippischer Geschichte und reichen vom Mittelalter bis in die Gegenwart. Sie gliedern sich in vier Hauptgruppen:
Land LippeDas frühere lippische Landesarchiv bildet den Kernbestand der heutigen Abteilung Ostwestfalen-Lippe. Von der untersten Ebene bis zur Ministerialsphäre und der Justiz ist das Verwaltungshandeln eines deutschen Kleinstaates seit dem ausgehenden 15. Jahrhundert nahezu vollständig dokumentiert. Aus der Überlieferung der in der Reformationszeit aufgelösten Klöster in Lippe stammt die älteste Urkunde aus dem Jahr 1207. Dazu kommen das lippische Landtagsarchiv, die Akten der Hofbehörden und die des Reichsstatthalters für Lippe und Schaumburg-Lippe, das Archiv des westfälischen Grafenkollegiums und die Reichskammergerichtsakten. Mit den Akten der NSDAP-Kreisleitungen Lemgo, Detmold und Lippe besitzt die Abteilung eine umfassende Überlieferung aus der sonst schlecht dokumentierten Mittelinstanz zwischen Gau- und Ortsgruppenleitung.
Regierungen Minden und DetmoldZum Bestand Minden gehören die Akten der preußischen Regierung Minden sowie sämtlicher innerhalb dieses Bezirks gelegenen Verwaltungs- und Justizbehörden. Die Überlieferung setzt 1816 ein und endet 1947. Dazu gehören zum Teil auch Akten der Kreis-, Amts- und Gemeindeverwaltungen. Die Unterlagen von staatlichen Behörden und Einrichtungen, die nach 1947 weiter existierten oder neu eingerichtet wurden, bilden die jüngste Bestandsgruppe Regierung Detmold. Nicht zu vergessen sind die Polizeibehörden, die Justiz sowie die Gesundheits- und Sozialverwaltung. Hinzu kommen Akten von Bundesbehörden wie der Finanz- und Arbeitsverwaltung. Karten und Pläne ergänzen diese Überlieferungen. Durch Behördenablieferungen werden diese Bestände regelmäßig erweitert.
SammlungenZur Ergänzung des Archivguts staatlicher Herkunft pflegt die Abteilung Ostwestfalen-Lippe seine Sammlungen. Dazu gehören die Nachlässe wichtiger Persönlichkeiten, Bilder von Personen, Gebäuden und Ereignissen, Plakate und Flugschriften. Übernommen werden auch Vereins- und Firmenarchive, die für die Region bedeutsam sind. Die privaten Adelsarchive in Lippe befinden sich als Deposita in der Abteilung.
PersonenstandsarchivDas Archiv verwaltet die personenstandsrechtlichen Überlieferungen aus ganz Westfalen und Lippe, d. h. aus den Regierungsbezirken Arnsberg, Detmold und Münster. Dazu gehören im Wesentlichen Kirchenbuchduplikate für die Zeit von 1779 bis 1876, französisch-rechtliche Zivilstandsregister von 1808–1814, Juden- und Dissidentenregister von 1808–1876  sowie die standesamtlichen Nebenregister (Zweitbücher) für die Jahre von 1874/76–1938. Die Dienstbibliothek verfügt über Spezialliteratur zur Genealogie und Familiengeschichte.

## Benutzung
Grundsätzlich kann jeder nach den Regelungen des nordrhein-westfälischen Archivgesetzes die Archivalien des Landesarchivs Nordrhein-Westfalen benutzen. Allerdings gibt es gesetzlich geregelte Sperrfristen, insbesondere um die Rechte von Personen zu schützen. Für wissenschaftliche Zwecke können die meisten dieser Fristen auf Antrag verkürzt werden. 

## Bibliothek
Die wissenschaftliche Präsenzbibliothek des Archivs umfasst ca. 72.000 Bände und enthält die wichtigste Literatur des ostwestfälisch-lippischen Raumes. Hinzu kommen amtliche Druckschriften wie beispielsweise Gesetz- und Verordnungsblätter. Sie helfen oft, den Inhalt einer Akte zu verstehen.